# Рафина-Пикерми
Рафина-Пикерми (грч. Ραφήνα-Πικέρμι) општина је у Грчкој. По подацима из 2011. године број становника у општини је био 20.266.

## Становништво
| 2011.  |
| ------ |
| 20,266 |